# ハイジャック
ハイジャック（英語: hijack、hijacking）は、不法に輸送機関や貨物の強奪や乗っ取りを行うことで、特に航空機に対する行為に用いられ、日本の法律用語では「航空機強取」や「航空機不法奪取」と呼ばれる。以下、本項では航空機のハイジャックを中心に扱う。
ハイジャックの手段には、武器などによる脅迫や威嚇・詐術などがある。ハイジャックの目的には、逃亡や亡命、金品の強奪や身代金要求、なんらかの政治的意図の遂行などが挙げられる。また、心神喪失状態にあった者が起こした目的がはっきりしない事件もある。
ハイジャックを防止するために様々な対策が複合的にとられている。ハイジャック対策は国や空港・航空会社によって差異はあるが、国際条約により加盟各国による協調体制が構築されている。凶器や危険物が航空機に持ち込まれないよう規制されており、空港では手荷物検査などが行われている。機上では航空保安官が警乗し、ハイジャッカーの進入を阻止するよう操縦室のドアは強化されている。
ハイジャックの発生件数は資料により異なる。旧東側諸国で発生した事件ははっきりわかっていないものもある。本項では、稲坂 (2006)および「アビエーション・セーフティー・ネットワーク」 (Aviation Safety Network; ASN) を主に参照する。ASNのデータベースによると、2017年末までに1,074件の航空機ハイジャック事件が起きている。

## 語義と語源
「ハイジャック」とは、輸送中の貨物や輸送機関そのもののを強奪したり乗っ取ったりする行為を指す。狭義では特に航空機に対して用いられる。航空機におけるハイジャックとは、乗客や乗員らが不法に航空機を奪取したりその運航を支配したりする行為であり、これらの未遂や加担行為も含まれる。ハイジャックを行う手段としては、武器や暴力などによる脅迫、あるいは威嚇や詐術などが挙げられる。
ハイジャックの元来の意味は、乗り物そのものや運送貨物を強奪することであり、特に禁酒法が施行されていた1920年代のアメリカ合衆国で、密造酒を輸送するトラックや船舶から積荷を強奪する行為を指した。「hijack(ing)」の語源については、『オックスフォード英語辞典』では不詳としているが、以下のような説が挙げられている。
- 強盗が運転手に「Hi, Jack!（よお、あんた）」と声をかけて拳銃を突きつけたことに由来するという説[9]。
- 「公道に出没する追い剥ぎ」を意味する「ハイウェイマン（highwayman）」と「携帯用照明で狩りをする人」を意味する「jacklighter」とを合成した「ハイジャッカー（hijacker）」という言葉が生まれ、その逆成とする説[10][5]。近似するものとして「highway（公道）」と「jacker（強盗）」の合成とする説もある。
- 強盗が被害者を脅す文句「Stick 'em up high, Jack.（手を高く上げろ）」に由来するという説[10]。

このように「ハイジャック」は英語由来の言葉であり、ハイジャック行為を指す動詞形を「hijack」、ハイジャックの名詞形を「hijacking」、ハイジャック犯を「hijacker」と呼ぶ。特に航空機乗っ取りに対しては「aircraft hijacking」や「air(craft) piracy」と表現することがあるほか、「スカイジャック（skyjack、skyjacking」とも言う。日本の法律用語では「航空機強取」や「航空機不法奪取」と言う。

## 目的別の特徴
ハイジャックの目的はさまざまであり、明確な目的が見出せるものとしては、逃亡・亡命目的のものや、金目当てのもの、政治的意図に基づく事件などがあげられる。それ以外では、心神喪失状態にあった者などが起こした事件や、冗談のつもりがハイジャックとされた例もある。
ハイジャッカーの人数は1人から複数名と様々で、。中には乗客乗員18人のうち16人が共謀してハイジャックに関与した事件や、操縦士自らがハイジャッカーとなった事件もある。
おもな航空機ハイジャック事件は、航空機ハイジャック事件の一覧を参照。

### 逃亡・亡命目的のハイジャック
自国の生活に絶望した者が外国へ脱出する手段としてハイジャックを選んだケース。発生件数が最も多く、1931年から2005年にかけてのハイジャック総数のほぼ半数を占める。旧ソ連を中心とした東側諸国から西側諸国への亡命や、アメリカ合衆国から社会主義革命後のキューバへの逃避を図った事件が目立つ。移動の自由が制限されていた旧東欧・社会主義国では陸の国境警備が厳しく、海は時間がかかり危険であったため、どうせ命がけなら短時間で勝負できるハイジャックが選択されることが多かった。一方、アメリカからキューバへ向かったハイジャックの場合、ベトナム戦争による国民の不安が背景にあったと見られる。

### 金目当てのハイジャック
乗客の金品や積み荷の強奪を目的としたハイジャックや、搭乗者を人質にとり身代金を脅し取ることを目的としたハイジャック。このタイプのハイジャックには、アメリカ陸軍特殊部隊群など特殊部隊の元隊員が起こした事件が目立つほか、金品や身代金を奪った犯人がパラシュートで飛び降りて逃亡する例が見られる。ヘリコプターにより銀行強盗や刑務所破りを行った事件も起きている。
1971年11月24日に発生したD.B.クーパー事件では、偽名を使った男がアメリカで旅客便をハイジャックして身代金を要求した。シアトル・タコマ国際空港に着陸後、犯人は乗客と一部乗員を解放し、引き換えに現金20万ドルを受け取った。その後犯人は旅客機を再び離陸させ、現金と共にパラシュートで飛び降りた。犯人は見つかっておらず未解決事件となっている。
類似の事件では、1972年4月7日、元グリーンベレー隊員がユナイテッド航空機をハイジャックして身代金50万ドルを得ることに成功。その後、自宅のあるユタ州上空でパラシュートによる脱出にも成功したが、2日後に自宅にいるところを逮捕されている

### 政治的ハイジャック
反政府ゲリラやテロ組織などの政治的意図や信念に基づいて実行されたハイジャック。逃亡や金品強奪のためではなく、収監されている仲間の釈放要求や政治的アピールの手段としてハイジャックが利用された。革命や社会改革を掲げつつ身代金も要求するといった複数の目的を伴う事件も起きている。また、宗教間対立に由来するハイジャック事件も政治的ハイジャックに分類される場合もある。
政治的ハイジャックを行なった組織として、パレスチナ解放人民戦線 (PFLP) や日本赤軍、南米の左翼ゲリラ、イスラム原理主義組織などが挙げられる。特に、PLFPは1970年前後に立て続けにハイジャックを行い、狙われた西側諸国の航空会社を震撼させた。その過激さは他の解放組織からも強く批判されるほどだった。2001年9月11日のアメリカ同時多発テロ事件（以下、9.11事件）では、イスラム原理主義者が4機の旅客機をハイジャックし、乗客を道連れに自爆テロ攻撃を行なったことで約3000人もの命が奪われた。

### それ以外の事件
ハイジャックの中には目的がはっきりしない事件もある。ハイジャック犯が精神障害や薬物依存症などのなんらかの理由で一時的な心神喪失にあったと見られ、犯人が罪に問われない場合もある。目的がはっきりしないハイジャックは、日本が関係した事件が目立つ。
これまで挙げたいずれにも該当しないケースとして、冗談のつもりの乗客の言動が冗談では済まされない事態に至った事件で、機内で乗客が乗員に「爆弾が入っている」いう冗談が原因で航空機が緊急着陸したり、その乗客が連行される騒ぎになった事件が起きている。

## ハイジャック防止対策
ハイジャックや航空テロを防止するため、様々な対策が複合的に講じられている。安全上の観点から詳細が公表されていないものもある。国や空港・航空会社によって対策の内容は異なる。ここでは国際民間航空機関 (ICAO) で定められている対策を中心に述べる。
第二次世界大戦後、国際民間航空の発達や国際航空運送業務の運営に関して各国が協力することを目的に、国際連合の専門機関としてICAOが設置された。ICAOによってハイジャック対策のための国際条約が作成され、航空保安に関する国際標準や勧告なども定められている。ICAOの取り決めは、新たなリスクに対応する形で改定が重ねられてきた。
2001年に9.11事件が発生した後には、保安措置のより確実な履行が各国に求められ、ICAOによる監査も行われるようになった。9.11事件までのハイジャック対策は、ハイジャッカーが生存を前提に行動するという考えに立っていた。しかし、9.11事件では最初から自爆を意図してハイジャックが行われたことで、以降は対策の方針転換が図られた。

### 空港での保安検査
ハイジャックを意図する人物とその企てのための凶器が機内に入るのを防ぐため、空港では保安検査が行われる。

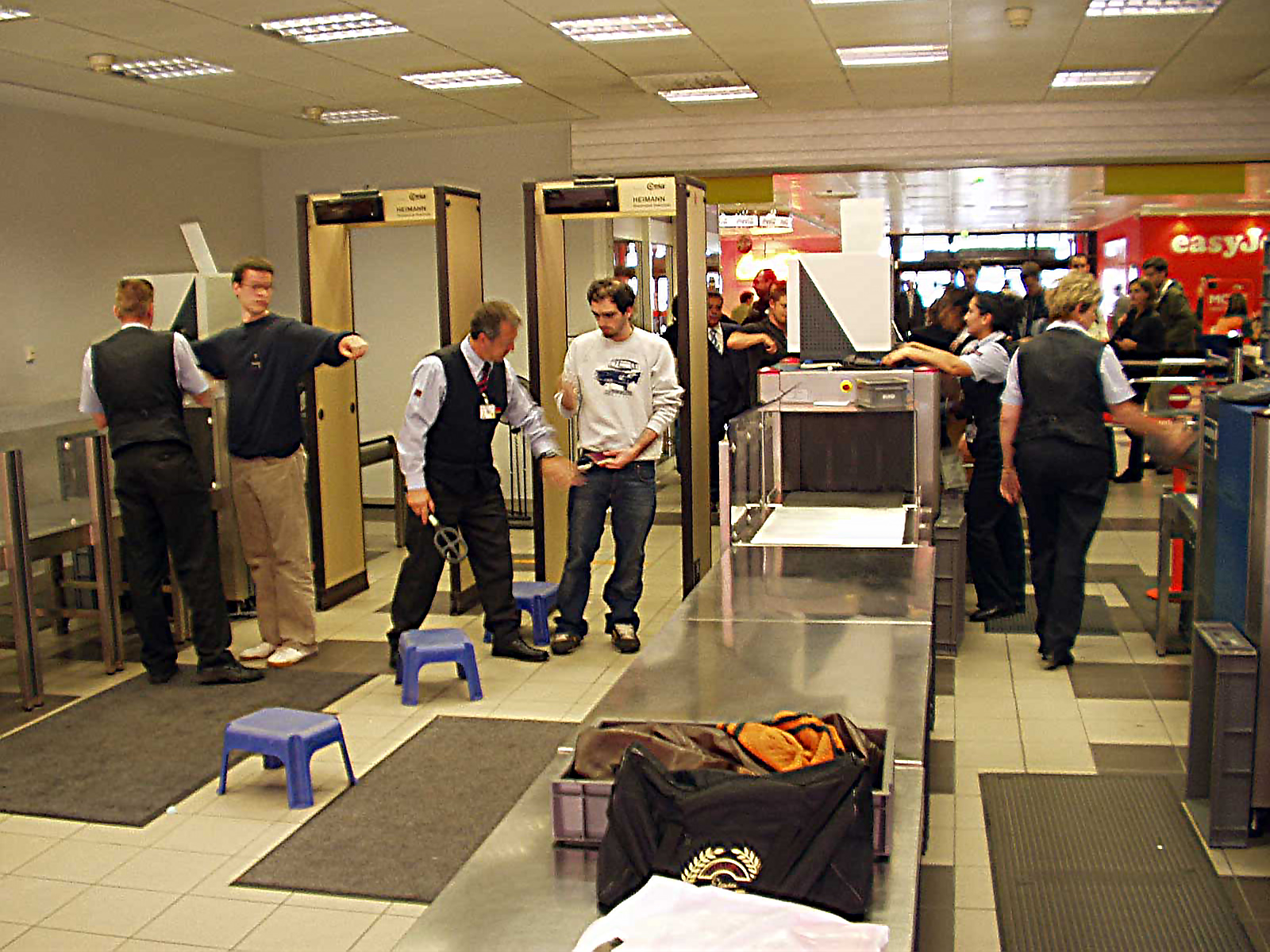
空港における保安検査の例。

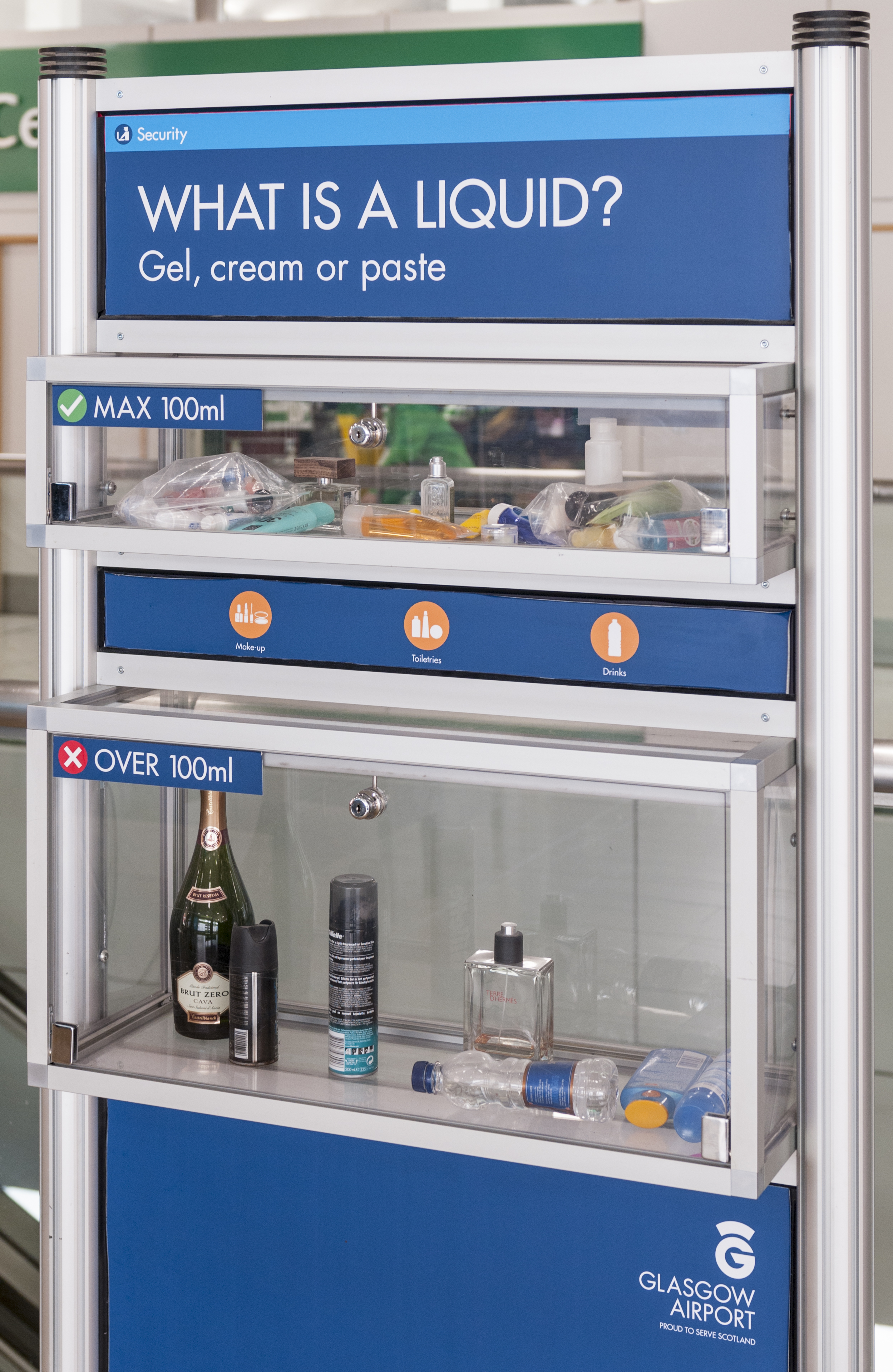
持ち込み可能な液体物の掲示例。

ハイジャックの凶器となりうる銃や刀剣類などは旅客機への持ち込みが禁止されている。また、爆発物や発火または引火しやすいものなど航空機や搭乗者に危害を与えるおそれがある危険物は、機内への持ち込みが禁止・制限されているほか、液体物は持ち込める容量が制限されている。
これら危険物などが機内に持ち込まれるのを防ぐため、搭乗前には、金属探知機やX線検査装置などを用いた手荷物検査が行われている。ペットボトルに危険物が入っていないかを液体物検査装置を用いて確認する場合もある。搭乗者が持ち込み禁止品を所持していないかを検査するため、ボディスキャナーを用いる空港もある。ボディスキャナーにはミリ波を全身に照射するアクティブタイプと、人体が発するミリ波やテラ波を検知するパッシブタイプがあり、プライバシー保護を考慮して加工された検査結果が係員に提示される。
貨物室へ収納される受託手荷物や貨物に対しても、危険物に対する禁止・制限措置が取られている。受託手荷物や貨物は搭載前に、X線検査装置や爆発物検査装置などによって検査され、危険物等が機内に入るのを防いでいる。

### 旅客情報のプロファイリング
テロ活動自体を予防・阻止するため、各国ではテロリストへの資金供給の抑制策を講じたり、諜報活動を行なったりしている
テロリストなどの移動情報を得るため、アメリカでは自動ターゲティングシステム (Automated Targeting System; 以下ATS) が稼働している。このシステムでは国境を越える人や貨物の情報を収集し、全米規模でテロリストなどの情報を分析している。アメリカでは航空機の乗客名簿は政府に提出され、テロリスト・データベースと照合されたり、過去のテロ犯罪情報と符合されたりする。その結果、安全に対するリスクが高いと判断された乗客は搭乗を拒否されたり特別な監視が行われたりする。日本でも、他国から乗り入れる航空会社から乗客名簿の提供を受け、テロリストや不法入国者の入国を阻止する事前旅客情報システム (APIS) が運用されている。

### スカイマーシャル制度
航空保安官は武装した警官あるいは警備員であり、スカイマーシャルとも呼ばれる。航空保安官は飛行中のハイジャックを防止することを任務とし、乗客を装い私服で旅客機に警乗する。航空保安官の人数や装備・搭乗便名といった具体的内容は保安上の観点から公開されていない。アメリカやイスラエルの航空保安官は、拳銃を携帯していることが公表されている。日本の場合は、航空保安官の正式名称も公開されていない。これはその「存在自体が抑止力」という考え方による。航空保安官は厳しい養成課程を修了することが求められる。格闘技や拳銃の射撃といった狭い機内でハイジャッカーを制圧するための訓練を受ける。

### 操縦室ドアの強化
旅客機の操縦室のドアには、侵入や攻撃を防ぐ対策が施されている。小火器による射撃や手榴弾の破片などに耐えられるように、防弾性のある素材が使用されている。また、力士級の大柄の男2人が体当たりしても突破できない強度を持つ。
運航中は常に施錠されており、各操縦士席から解錠・施錠操作が可能で、そして、扉の外に不審な人物がいないか、各操縦席から監視できるようになっている。また、機内で保安上の問題が発生した際に、目立たないよう操縦士に知らせる装置を備えている。
かつては、離着陸時などは操縦室のドアを施錠していなかった。緊急時には男性のひと蹴りで外すことができ、操縦室を通って脱出することも想定されていた。しかし、9.11事件を受けてアメリカ運輸省は、ハイジャッカーが容易に操縦室に侵入できたことが惨事に至ったと結論づけ、操縦室への侵入防止を優先することになった。

## 航空機ハイジャックの歴史

### 初期のハイジャック
記録に残る史上初の航空機ハイジャックは、1931年2月21日にペルーのアレキパで発生したものとされている。空港に着陸した郵便輸送機が、革命派組織により包囲され、宣伝ビラを空から撒くために飛行するよう要求された。これを拒否したパイロットは革命派に拘束されたが、3月2日に解放された。第二次世界大戦前に発生したハイジャック事件で確認されているのはこの1件のみとされる。当時の航空機は旅客輸送としてはまだ大衆には縁遠く、類似の事件が起きることはなかった。
戦後最初のハイジャックは、1947年7月25日に発生したとされる。ルーマニアの将校3人が、民間機を乗っ取りトルコに亡命した。ハイジャッカーに抵抗した機長は拳銃で撃たれて着陸後に死亡し、ハイジャックによる初めての犠牲者になった。
1948年7月17日、史上初めてハイジャックにより旅客機が墜落した（キャセイ・パシフィック航空機ハイジャック事件）。この事件では、マカオから香港へ向かっていた旅客機が4人組に乗っ取られた。ハイジャック犯が操縦士を射殺したため旅客機が操縦不能となり墜落した。乗客3人と乗員22人が死亡し、唯一の生存者はハイジャック犯の1人であった。この事件は、アジアで発生した最初の航空機ハイジャック事件でもある。

### 逃亡・亡命ハイジャックの急増
アメリカ合衆国で最初の航空機ハイジャックは1961年5月1日に発生した。フロリダ・キーズ・マラソン空港からキーウェスト国際空港へ向かっていた旅客機が乗っ取られ、カリブ海の小国キューバへ向かうよう要求された。当時キューバでは、ラテンアメリカで最初の社会主義革命であるキューバ革命が進行しており、アメリカとの国交断絶を経て社会主義宣言を行なっていた。このような情勢下でアメリカで差別や貧困に苦しんでいたキューバ移民は、祖国に帰るためにハイジャックに走り、同様の事案が立て続けに発生したため、当時の大統領であるジョン・F・ケネディがFBIと航空会社にハイジャックへの対策を求める事態となった。
1968年から1973年頃までキューバへ向かうハイジャックがあまりにも多発したことで「特急キューバ行き」という新語が生まれるほどであり、1968年から1972年の4年間で75件ものキューバ行きを強要するハイジャック事件が発生した。
キューバ革命は南米コロンビアの反政府左翼ゲリラ組織も刺激し、コロンビア革命軍や民族解放軍の活動が活発化した。1967年8月6日、バランキージャからサンアンドレス島へ飛行中の旅客機がハイジャックされたのを契機に、コロンビアからもキューバ行きを要求するハイジャックが多発した。このため、コロンビアは米国、ロシアに次いで世界で3番目にハイジャックの多い国となった。

### 政治的ハイジャックの衝撃
1940年代から1950年代に発生したハイジャックの大半は逃亡や亡命目的であった。第三世界の国々で発生した数件を除いて、ほとんど平和的に解決していた。これまで西側諸国では死者を伴うハイジャックが起きていなかった。しかし1950年代に入ると武装集団やゲリラの影響が見られるハイジャックが発生し始めた。
政治的ハイジャックを世界に印象付けたのはパレスチナ・ゲリラが最初だった。1948年のイスラエル建国でパレスチナ人は故郷を追われ、周辺のアラブ諸国で難民として暮らしていた。1967年に第三次中東戦争が勃発し、アラブ諸国の正規軍は短期間でイスラエルに敗れた。パレスチナ難民は自力で故郷を取り戻すべくゲリラ戦を展開した。1968年7月23日、マルクス・レーニン主義を掲げるパレスチナ解放人民戦線 (PFLP) が、イスラエルのテルアビブに向かっていたエル・アル航空の旅客機を乗っ取りアルジェに着陸させた（エル・アル航空426便ハイジャック事件）。パレスチナ・ゲリラは、イスラエルの権威を失墜させると同時にアメリカのイスラエル支援を非難し、パレスチナ難民の窮状を世界に訴える手段としてハイジャックを利用した。この事件は、政治的ハイジャックが世界各地に飛び火するきっかけとなった。

### ハイジャック防止対策の始まり
航空機ハイジャックの発生件数は1968年から急増し、1969年と1970年には年間80件を超えるハイジャックが発生した。ハイジャックは航空会社にとって大きな脅威となり、世界各国で防止対策がとられた。
アメリカではハイジャックの罰則を定めた法案が1961年に施行され、同法では死刑が最高刑とされた。さらに、世界に先駆けて1968年からアメリカではハイジャック防止を目的とした手荷物検査が開始された。最も被害の多かったイースタン航空では、1969年10月から金属探知機と手荷物検査を組み合わせたハイジャック防止システムを導入し、トランス・ワールド航空やパンアメリカン航空もこれに続いた。
1970年には、日本で最初のハイジャック事件となる「よど号ハイジャック事件」が発生した。この事件を受けて同年に航空機の強取等の処罰に関する法律（ハイジャック処罰法、航空機強取法）が成立し、日本でも搭乗前の手荷物検査が開始された。1977年に日本赤軍によるダッカ日航機ハイジャック事件が発生した後には、防止対策が強化されて持ち込み手荷物の制限が行われている。

### ハイジャック防止の国際条約
国際協力体制の法的枠組みの構築も図られ、1960年代から1970年代にかけて国際民間航空機関 (International Civil Aviation Organization; ICAO) において航空機にまつわる犯罪を防止するための3つの国際条約が作られた。この3条約とは、1963年の「航空機内で行われた犯罪その他ある種の行為に関する条約」（東京条約）、1970年の「航空機の不法な奪取の防止に関する条約」（ヘーグ条約）、1971年の「民間航空の安全に対する不法な行為の防止に関する条約」（モントリオール条約）である。
東京条約では、主に飛行中の航空機内で行われた犯罪や航空機の安全を害する行為に対する裁判管轄権や、これら犯罪等を取り締まるための機長の権限などが定められた。東京条約の制定当時はハイジャック発生件数はそれほど多くなく、同条約ではハイジャックは主たる規制対象とは捉えられていなかった。
しかし、同条約が発効した1969年にはハイジャックの発生件数が急増しており、同条約では対処しきれなくなっていた。そこで、1970年に作成されたヘーグ条約では、ハイジャックの防止を主たる目的とし、東京条約では不十分だった点が強化された。同条約では航空機の不法奪取等を犯罪と認め、ハイジャック犯に重い刑罰を科すことを締約国に義務付けたほか、犯人引き渡しに関する規定が定められた。
さらに、1971年に作成されたモントリオール条約では、ハイジャック以外の民間航空の安全に対する一定の不法行為を犯罪とし、その犯人の処罰及び引き渡し等について規定された。同条約では、飛行中だけでなく、業務中の航空機や航空施設に対する破壊や安全を損なう行為についても重い刑罰を科すよう締約国に義務付けた。さらに、裁判権の広範囲な設定や犯人の引き渡しについても規定されている。ヘーグ条約やモントリオール条約では、締約国のいずれかにおいて犯人を処罰する体制を確立し、犯入に逃げ込み場を作らないという一種の世界主義的な考え方が導入されている。
これらの対策にもかかわらずキューバ行きのハイジャックに悩まされたアメリカは、1973年に、国交を断絶中のアメリカとキューバは航空機や船舶の不法奪取及びその他の犯罪に関する協定を結んだ。この協定は、ハイジャック犯人だけをキューバに引き渡し、機体と乗客は速やかに帰国させるというものであった。この協定は、不法奪取行為を防止する実効性を発揮したと評価されている。
その後1978年には、西ドイツのボンで開催された第4回先進国首脳会議において「航空機ハイジャックに関する声明」（ボン声明）が発せられ、国際テロ活動と闘うため参加国が共同して対抗措置をとる決意が表明された。この声明では、犯人の引渡しや訴追を拒絶する国あるいはハイジャック機を返還しない国に対して、航空機の運航を中止することが述べられた。また、声明中で参加国以外への参加も呼びかけている。

### 国際テロ対策条約
その間、国際連合においても国際テロ事件を対象とした2件の条約が採択されている。
まず「国際的に保護される者（外交官を含む。）に対する犯罪の防止及び処罰に関する条約」（国家代表等犯罪防止処罰条約）が1973年に採択され1977年に発効した。この条約は、国家元首や外交官といった「国際的 に保護される者」の誘拐や殺害事件が増加したことを受けて、それらの行為を犯罪と定め、犯人の処罰や引き渡し等について規定している。
続いて「人質をとる行為に関する国際条約」（人質行為防止条約）が1979年に採択され1983年に発効した。1970年代にミュンヘンオリンピック事件や大使館占拠事件、OPEC本部襲撃事件といった人質行為を伴うテロ事件が増加したことを受け、これらの人質をとる行為を防止するための条約である。国際的なテロリズムとして行われる人質を取る行為を犯罪と定め、その犯人の処罰や引渡し等が規定している。
1980年代に空港におけるテロ事件が増加したことを受けて、モントリオール条約を補足する議定書として「千九百七十一年九月二十三日にモントリオールで作成された民間航空の安全に対する不法な行為の防止に関する条約を補足する国際民間航空に使用される空港における不法な暴力行為の防止に関する議定書」（空港不法暴力行為防止議定書）が作成され。この議定書は国際空港の安全を損なう一定の暴力行為を犯罪と定め、犯人の処罰のための措置が規定したもので、1988年に採択され翌年発効した。
この頃、プラスチック爆弾を用いた航空機爆破事件が相次いだ。1987年には、大韓航空機爆破事件が発生し、ボーイング707が爆破され搭乗者全員の115人が死亡した。1988年には、パンアメリカン航空103便爆破事件が発生し、パンアメリカン航空のボーイング747が爆破され、搭乗者259人全員と地上で巻き込まれた11人が死亡した。1989年にはUTA航空772便爆破事件が発生し、フランスのUTAのマクドネル・ダグラスDC-10が爆破され、搭乗者全員の170人が死亡した。これらの事件、特にパンアメリカン航空103便爆破事件を直接的な契機として、ICAOにより「可塑性爆薬の探知のための識別措置に関する条約」（可塑性爆薬探知条約）が作成された。この条約では、可塑性爆薬への探知剤の添加等の措置を締約国に義務づけている。

### 史上最悪のハイジャック事件
1970年代には390件に達したハイジャックの発生件数は、1980年代に284件、1990年代には263件と減少傾向を示していた。
1990年代になると、組織的で大規模なテロ活動の背後にある資金源を断つ必要性が認識されるようになった。既存の条約では資金供与について明示的に扱われていないことを踏まえ、1999年、国連においてテロリズムに対する資金供与の防止に関する国際条約が採択された。この条約では、テロ行為の準備行為となる資金提供や収集自体を犯罪と定め、そうした行為を行なった者を訴追や処罰することでテロ行為を防止することを狙いとした。当初、この条約に対して署名や批准を行うことに消極的な国が少なくなかった。しかし、2001年に9.11事件が発生し、ウサーマ・ビン・ラーディンが事件の実行犯たちへ資金提供を行なっていた疑いが強まり、テロ活動の資金源に対する関心が高まった。

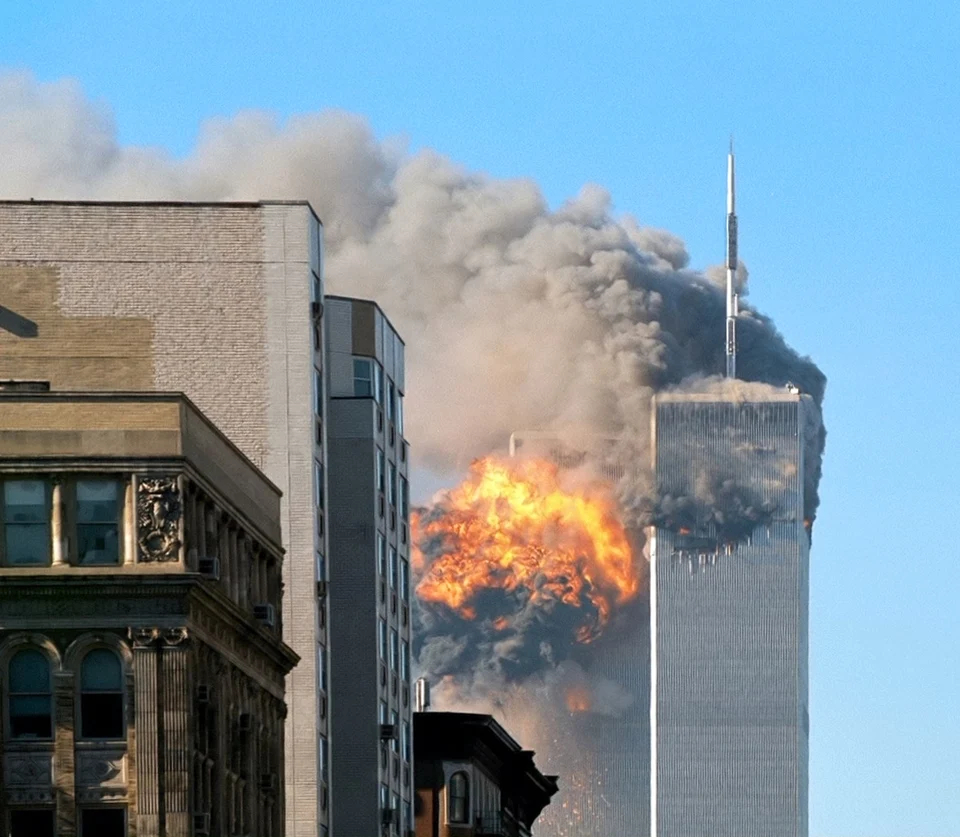
ユナイテッド航空175便が世界貿易センタービル南棟に突入した瞬間

2001年9月11日に発生したアメリカ同時多発テロ事件（9.11事件）は、史上最大の犠牲者を出したハイジャック事件となった。テロリストがアメリカで4機の旅客機を乗っ取り自爆攻撃を行なった事件である。
アメリカン航空11便とユナイテッド航空175便は、ハイジャックされてワールドトレードセンターのノースタワーとサウスタワーにそれぞれ突入した。航空機の衝突後にタワーは相次いで崩壊し、両機の搭乗者全員と地上で巻き込まれた犠牲者を合わせて約3,000人が死亡した。同じ頃ハイジャックされたアメリカン航空77便は、アメリカ国防総省のペンタゴンに突入した。衝突により爆発炎上し、搭乗者64人全員と地上の125人が死亡した。ユナイテッド航空93便も同様にハイジャックされ、機体の操縦を奪われたが、乗客たちの抵抗により犯人の意図した目標へ到達する前に墜落した。同便では、搭乗者44人全員が死亡した。

### 9.11後の対策強化
これまでのハイジャック事件では犯人と仲間が生き延びることを前提としていたが、9.11事件においてハイジャッカーは最初から自爆を目的としていた。このことは、ハイジャック対策の考え方を根本から揺るがした。
この事件を受けて、アメリカではテロ対策の大幅な強化が図られた。まず同年10月には異例の速さで米国愛国者法が成立した。この法律は電話の盗聴やインターネット通信記録の押収など規制当局の権限を大幅に拡大するものであり、経済の自由やプライバシーを侵害するという反対意見が出され議論となった。続いて11月には、航空および運輸安全法が発効した。この法律は、運輸保安庁の設置や空港における手荷物検査体制の強化、航空機の操縦室のドアの強化、航空保安官の警乗などについて定めている。
9.11事件の際にアメリカでは、運輸省管理下の沿岸警備隊、財務省管轄のシークレットサービス、司法省所属のアメリカ合衆国国境警備隊などの機関の連携がとれず批判の対象となったため、これら関係機関を統合した国土安全保障省が新設された。2002年に行われた国土安全保障省の設立は、1947年のアメリカ国防総省設立以来の最大の組織改編とも言われる。
ICAOにおいても航空保安の強化について議論され、2002年7月に新しい国際ルールが適用された。新しいルールには操縦室ドアを強化する安全基準や航空保安官の警乗、空港内の立ち入り規制などが含まれ、さらにこれらの国際標準を国内線にも適用することが求められるようになった。
2010年には、最近のテロ防止関連条約に共通に取り入れられている規定をモントリオール条約やヘーグ条約に導入するため、ICAOにより「国際民間航空についての不法な行為の防止に関する条約」（北京条約）および「航空機の不法な奪取の防止に関する条約の追加議定書」（北京議定書）が作成された。
ASNの統計によると、軍用機やプライベート機を除くハイジャックの発生件数は、2003年以降は年間10件未満で推移している。

## ハイジャックを扱った作品

### 映画
- ハイジャック（1972年）
ジョン・ギラーミン監督、出演はチャールトン・ヘストン、ジェームズ・ブローリン、イヴェット・ミミュー。妄想に駆られた者がアメリカ合衆国の国内線旅客機を乗っ取りモスクワに行けと要求するが、ソビエト連邦はその受け入れを拒否する。
- デルタ・フォース（1986年）
メナヘム・ゴーラン監督
- パッセンジャー57（1992年）
ケビン・フックス監督。
- エグゼクティブ・デシジョン（1996年）
スチュアート・ベアード監督。
- エアフォース・ワン（1997年）
ウォルフガング・ペーターゼン監督。VC-25「エアフォースワン」をハイジャックしたテロリストとの闘いを描く。
- コン・エアー（1997年）
サイモン・ウェスト監督。輸送機をハイジャックした凶悪犯と元陸軍突撃隊員との闘いを描く。
- エア・レイジ（2000年）
エド・レイモンド（フレッド・オーレン・レイ）監督。ボーイング747をハイジャックしたテロリストと特殊部隊の闘いを描く。劇中では何故か747の初号機のデモカラーが用いられていた。
- ユナイテッド93（2006年）
ポール・グリーングラス監督。ユナイテッド航空93便テロ事件を扱ったノンフィクションの映画。
- フライト・ゲーム（2014年）
ジャウム・コレット＝セラ監督。 航空保安官のビル・マークスと姿の見えないハイジャック犯との戦いを描く。

### 漫画・アニメ
- ゴルゴ13（1968年 - ）
さいとう・たかを作。7巻「AT PIN-HOLE!」、19巻「ジェット・ストリーム」、49巻「ガリンペイロ」、118巻「未明の標的」、134巻「高度7000メートル」などのエピソードでハイジャックが主題となっている（巻数はリイド社のSPコミックスを示す）。
- エロイカより愛をこめて（1976年 - ）
青池保子作。NATO情報部将校「鉄のクラウス」から「ルビヤンカ・レポート」を奪取するため、KGBの「銀のオーロラ」がロンドン発ボン行きのルフトハンザ機をハイジャックする。

### 小説
- シャドー81（1975年）
ルシアン・ネイハム作。ハイジャッカーは最新鋭の戦闘機を操るパイロットで、乗っ取った機内にはいない。対象の旅客機の背後につき、後方から空対空ミサイルという「銃」を突きつけて政府を脅迫する、変り種作品。

- テロ（2015年）
刑事事件弁護士でもあるフェルディナント・フォン・シーラッハの作品。7万人の観客がいるサッカースタジアムへ突入しようとするハイジャックされた旅客機を独断で撃墜した空軍パイロットの裁判を描く法廷もの。

## ハイジャック派生の言葉
- 自動車の乗っ取りを「カージャック」 (carjacking)[125][126]、船舶の乗っ取りを「シージャック」(seajacking)[127][128] と言うことがある。
  - また、日本においてはハイジャックの概念が航空機への攻撃をきっかけに広まったことから、hijack→high-jack→高い場所にあるものの乗っ取りと勘違いされ「Jack」単体に乗っ取り・不法占拠の意味が付与された。このことにより「バスジャック」のほか、後述の多数の「○○ジャック」という和製英語が生まれた。
- コンピュータネットワーク通信においてセッションIDを取得することで、第三者が不正になりすまして通信を行うことを「セッション・ハイジャック」と言う[129][130]。

### 日本における用法
- 犯罪としての乗っ取り行為
  - バスジャック - バスを奪取する行為[131]。
  - トレインジャック - 運行中の鉄道を奪取する行為。
  - 核ジャック - 核兵器やその原料となるウランやプルトニウムといった核物質（放射性物質）を奪取する行為。
  - 電波ジャック - 電気通信における正規の伝送路を乗っ取り、正規の受信者に向けて独自の内容を送信すること。
- その他の比喩的用法 - いずれも合法的な行為を指す。
  - メディアジャック - 広告主が単独の、あるいは複数のメディアの広告枠を買い占め、短期集中して大量に広告を行うこと[132]。
  - 「電波ジャック」 - 上記犯罪と異なり、1人または1組の出演者が宣伝等のために、短期間に複数の放送番組・放送局へ出演すること。または、ある1つの題材を、複数の放送局が一斉に、あるいはほぼ同時に番組内で取り上げること。上記犯罪との区別のため、「番組ジャック」「テレビジャック」「ラジオジャック」と呼び替えられる場合がある。